# Pitcairnia cristalinensis
Pitcairnia cristalinensis là một loài thực vật có hoa trong họ Bromeliaceae. Loài này được (Leme) D.C.Taylor & H.Rob. miêu tả khoa học đầu tiên năm 1999.